# Canton de Lens-Nord-Ouest
Le canton de Lens-Nord-Ouest est une division administrative française située dans le département du Pas-de-Calais et la région Nord-Pas-de-Calais.

## Histoire
Ancien canton de Lens-Ouest (créé par la loi du 18 février 1904).
| Période | Période      | Identité                          | Étiquette                    | Qualité |
| ------- | ------------ | --------------------------------- | ---------------------------- | --- |
| 1904    | 1919         | Arthur Lamendin                   | SFIO                         | Ouvrier mineur Maire de Liévin (1905-1912) Député (1892-1919)                                                                                       |
| 1919    | 1927 (décès) | Jean-Baptiste Dupuich (1861-1927) | SFIO                         | Instituteur Maire de Bully-les-Mines (1920-1927) |
| 1927    | 1929 (décès) | Jules Bédart (1876-1929)          | SFIO                         | Houilleur aux mines de Liévin puis commerçant Maire de Liévin (1925-1929)                                                                           |
| 1929    | 1937         | Silas Goulet (1868-1938)          | SFIO (jusqu'en 1934)         | Marchand Maire de Liévin (1929-1935) |
| 1937    | 1940         | Benoît Delorme (1881-1956)        | SFIO (exclu à la Libération) | Mineur retraité Adjoint au maire de Liévin Membre de la Commission administrative départementale (1941-1943) Nommé conseiller départemental en 1943 |
| 1945    | 1949         | Henri Darras                      | SFIO                         | Instituteur, Liévin |

- À partir de 1949, voir Canton de Liévin.

## Conseillers d'arrondissement de Lens-Ouest (de 1904 à 1940)
| Période | Période | Identité                      | Étiquette | Qualité |
| ------- | ------- | ----------------------------- | --------- | --- |
| 1904    | 1919    | Émile Defernez                | Radical   | Conseiller municipal de Lens                                                                                |
| 1919    | 1925    | Léon Degréaux (1872-1925)     | SFIO      | Ouvrier mineur, maire de Liévin (1922-1925)                                                                 |
| 1925    | 1940    | Édouard Deroubaix (1889-1944) | SFIO      | Commerçant, maire de Grenay                                                                                 |
| 1940    |         |                               |           | Les conseils d'arrondissement ont été suspendus par la loi du 12 octobre 1940 et n'ont jamais été réactivés |

## Conseillers généraux de Lens Nord-Ouest
| Période | Période          | Identité                             | Étiquette    | Qualité |
| ------- | ---------------- | ------------------------------------ | ------------ | --- |
| 1962    | 1982             | André Delelis                        | SFIO puis PS | Représentant Maire de Lens (1966-1998) Député (1967-1981) Ministre (1981-1983) Sénateur (1983-1992)                                           |
| 1982    | 1985             | Marcel Cabiddu                       | PS           | Rédacteur territorial Maire de Wingles (1983-2004) Député (1997-2004) Elu en 1985 dans le Canton de Wingles                                   |
| 1985    | 2001             | Claudette Grosse-Erouart (1947-2019) | PS           | Animatrice en centre hospitalier Adjointe au Maire de Loos-en-Gohelle                                                                         |
| 2001    | 2007 (démission) | Guy Delcourt                         | PS           | Retraité de la fonction publique territoriale Maire de Lens (1998-2013) Suppléant du député Jean-Claude Bois (2002-2007) - Député (2007-2017) |
| 2007    | 2015             | Ghislaine Clin                       | PS           | Directrice de cabinet du maire de Lens |

Le canton de Lens-Nord-Ouest dans l'arrondissement de Lens

À la suite de la démission de Guy Delcourt pour cause de cumul de mandats après son élection comme député de la treizième circonscription du Pas-de-Calais, Ghislaine Clin a été élue le 16 septembre 2007.

## Composition
Le canton de Lens-Nord-Ouest groupe deux communes et compte 18 408 habitants (recensement de 1999 sans doubles comptes).
| Communes        | Population (2012) | Code postal | Code Insee |
| --------------- | ----------------- | ----------- | ---------- |
| Lens            | 36 206 (1)        | 62300       | 62498      |
| Loos-en-Gohelle | 6 992             | 62750       | 62528      |

(1) fraction de commune.

## Démographie
| 1962 | 1968 | 1975 | 1982 | 1990   | 1999   | 2006   | 2011   | 2012   |
| ---- | ---- | ---- | ---- | ------ | ------ | ------ | ------ | ------ |
| -    | -    | -    | -    | 17 895 | 18 408 | 17 484 | 17 283 | 16 928 |